# Дома 1214 км
Дома 1214 км — починок в Балезинском районе Удмуртии России. Население — 10 человек (2007).

## География
Починок стоит на маленькой реке — левом притоке реки Чепца. Починок находится у железной дороги вблизи железнодорожной станции Пибаньшур.
В починке одна улица вдоль железной дороги.

## История
До 2021 года входил в Воегуртское сельское поселение. После его упразднения входит в образованный муниципальный округ Балезинский район, согласно Закону Удмуртской Республики от 17.05.2021 № 49-РЗ к 30 мая 2021 года.

## Население
| 2010 | 2012 | 2014 |
| ---- | ---- | ---- |
| 4    | →4   | ↘1   |

## Инфраструктура
В пешей доступности железнодорожная станция Пибаньшур.

## Транспорт
Железнодорожный транспорт.